# Marcel Hoste
Marcel Hoste, nog beter gekend als M.A.J. Hoste (12 april 1912 – 17 oktober 1977) was een veelzijdig kunstenaar uit Gent. Hij schilderde, schreef, fotografeerde, was poppenspeler maar verwierf vooral faam als mimespeler. 
Marcel Hoste is geboren op 12 april 1912 in de Gentse Sleepstraat. Hij groeide op in een artistiek aangelegde familie. Zijn vader, Charles Hoste, was beroepsfotograaf die vooral werkte voor de Gentse opera. Moeder was actief als naaister en groeide uit tot modeontwerpster in de haute-couturenijverheid.
M.A.J. Hoste volgde na zijn Lagere School de opleiding aan de Gentse Koninklijke Academie voor Schone Kunsten (1924-1930). Hij kreeg er les van Victor De Budt, Léonard de Buck, Carl De Cock en Oscar Coddron. In 1934 herneemt hij deze opleiding en volgt er als leerling o.a. (teken)lessen bij Jos Verdegem, Gustave Dierkens, Alphonse De Cuyper en Rob Aerens. Bij het begin van Wereldoorlog II gaat Hoste als hulp meewerken in het atelier van de Gentse schilder Karel Van Belle. Zo ontwikkelde M.A.J. Hoste zich langzaam tot een gewaardeerd kunstenaar/schilder die op regelmatige wijze tentoonstelde in zijn eigen atelier, in Galerij Pan en in Galerij Vyncke-Van Eyck te Gent. Hoste's oeuvre bestaat aanvankelijk vooral uit werken met een religieuze thematiek, huiselijke taferelen en scènes uit het dagelijks leven. In veel van zijn werken is een duidelijke invloed te merken van Jacob Smits naar wie hij bewonderend opkeek.
Later tijdens de jaren '40 zal het accent van zijn werk meer liggen bij het volkse. Kermis, toneel en poppenspel zijn vaak het onderwerp van zijn schilderwerken. Na 1950 zal de vrouw, het ballet en het landschap meer als thema naar voor komen. Ook zijn palet wordt meer kleurrijk. (Wie meer wil te weten komen over de schilder M.A.J. Hoste vindt zeker zijn gading in het artikel 'M.A.J. Hoste, kunstschilder. De leerjaren en het vroege werk tot ca 1949'/ Joris Reynaert in het Jaarboek 50 van de Heemkundige Kring De Oost-Oudburg, 2013, blz 242-280.)
In 1935 begint M.A.J. Hoste aan de realisatie van een kinderdroom: poppenspeler worden en een eigen poppentheater bouwen. M.A.J. Hoste zelf vertelt hierover het volgende: Ik was nog zeer klein toen ik reeds theatertjes bouwde. Vader kocht schermen en mannekens/uitgave Epinal e.a. Deze werden op karton geplakt en klaar was kees! Ik speelde voor de kinderen uit de familie.. In 1935 richt Hoste Het Poppengildeke 't Maske op, een concept waarbij woord, beweging, schermen en muziek één zouden worden wat geen vanzelfsprekendheid was voor de jaren '30. De toeschouwer moest vergeten dat hij naar poppen zat te kijken. Belichting en muziek dienden de juiste sfeer te creëren. De decors moesten sober zijn en enkel het essentiële weergeven. In aanvang was 't Maske vooral een familiaal gebeuren maar tijdens de oorlogsjaren evolueerde 't Maske tot een gewaardeerd en veel gevraagd poppentheater.
In 1952 was hij de oprichter van het Gentse Sabbattini-Pantomimetheater, toen gevestigd in een van de ruimten onder de Sint-Pieterskerk in de Tweekerkenstraat te Gent. De naam Sabbattini ontleende men aan Nicola Sabbattini, een Italiaans architect en ingenieur uit de zestiende eeuw, die een boek over theater- en decorbouw schreef. Hoewel het Sabbattini-theater het kleinste van Europa was, slaagde het er in om internationaal naam te maken en bekende mimespelers naar Gent te halen, zoals Marcel Marceau en Etienne Decroux. 
Hoste had eveneens een mimeschool in de Lange Steenstraat in Gent waar hij zelf les gaf. Een aantal van zijn leerlingen zijn nog steeds bekend in het Vlaamse landschap van theater, stand-upcomedy, cabaret en mime.
Het archief van Hoste en het Sabbattinitheater bevindt zich momenteel in het Documentatiecentrum voor Streekgeschiedenis Dr. Maurits Gysseling in Sint-Amandsberg.